# Diarmuid Ua Duibhne
Diarmuid Ua Duibhne /ˈdʲiəɾˠmˠədʲ uə ˈd̪ˠʊvʲnʲə/, Diarmid O'Dyna o Diarmuid del Punto de Amor fue el hijo de Donn y un guerrero de los Fianna en el Ciclo feniano de la mitología irlandesa. Es más conocido como el amante de Gráinne, la futura esposa del líder de los fianna Fionn mac Cumhaill en La persecución de Diarmuid y Gráinne. El padre adoptivo de Diarmuid y su protector, Aengus Óg, uno de los Tuatha Dé Danann, era dueño de una espada llamada Moralltach, “La Gran Furia” que le dio Manannán mac Lir. Le dio la espada a su hijo adoptivo Diarmuid, además de una espada llamada la Pequeña Furia.
Una noche mientras Diarmuid cazaba, conoció a una mujer que era la personificación de la juventud. Después de dormir con él, ésta le puso un punto de amor mágico cerca del ojo derecho, con lo que cualquier mujer que viera dicho lunar se enamoraría al instante de él.
Gráinne, futura esposa de Fionn mac Cumhail, se enamoró de Diarmuid cuando lo vio en la fiesta de bodas. Ella cayó en el hechizo (geis) y se escapó con él y fueron perseguidos por Fionn, aunque contaban con ayuda de Aengus Óg.
Finalmente, Fionn perdona a Diarmuid después de que Aenghus interceda en su nombre; la pareja se establece en Kerry y tienen cinco hijos. Años después, sin embargo, Fionn invita a Diarmuid a una caza de jabalíes, y Diarmuid es gravemente herido por un jabalí gigante en el brezo de Ben Gulbain. El agua bebida de las manos de Fionn tenía el poder de la curación, pero cuando este juntó el agua, deliberadamente dejó que escurriera por entre sus dedos antes de llegar a donde yacía Diarmuid. Fionn debió ser amenazado por su hijo Oisín y su bisnieto Oscar para volver a intentarlo, esta vez como debía, pero ya era demasiado tarde: Diarmuid había muerto. Aengus llevó su cuerpo hasta Brugh, en donde le volvía a la vida cada vez que quería conversar.
La historia de Diarmuid y Grainne es uno de una serie de casos en la mitología irlandesa del triángulo eterno del hombre joven, la chica joven y el pretendiente de mayor edad. Este tema se ve en la historia de Naoise, Deirdre y Conchobar.
Según la historia de Diarmuid y Grainne, uno de sus hijos varones, que seguía con vida después de que su padre y madre murieran, se transformó en la reencarnación del joven héroe al tener el mismo aspecto físico que Diarmuid. Este es un mito y o leyenda sin información exacta, así que por lo tanto no tiene referencia en la mitología en el ciclo Feniano o alguna otra fuente que lo confirme. Según los relatos, se unió a los caballeros Fianna convirtiéndose en el miembro décimo de la banda y murió después de que violara un tabú asociado al geis que tenía puesto en sus ojos, uno con la misma función del geis con forma de lunar que poseía su padre. Sus vivencias se asimilan con las de Diarmuid.
De Diarmuid Ua Duibhne se dice que es el fundador del clan escocés Campbell. En el escudo de armas de los Campbell se ve una cabeza de jabalí, lo que sería un guiño a la muerte de Diarmuid.
En el espectáculo de danza irlandesa 1999, Dancing on Dangerous Ground, Diarmuid fue interpretado por Colin Dunne.